# Alloo in de Buitenlandse Gevangenis
Alloo in de Buitenlandse Gevangenis is een documentairereeks op de Vlaamse commerciële zender VTM waarin reporter Luk Alloo Belgische gevangenen in het buitenland bezoekt. Het eerste seizoen werd in 2015 uitgezonden, het tweede seizoen in 2017. In 2024 volgde er een derde seizoen.

## Seizoen 1
Het eerste seizoen bestond uit 12 afleveringen en liep van 12 februari tot 30 april 2015:
- San Pedro gevangenis in La Paz (Bolivia): Benjamin en Philippe (drugsfeiten)[1]
- Santana vrouwengevangenis (Venezuela): Wendy (drugsfeiten) en Christel (drugssmokkel)[2]
- Gevangenis van Punta Cana (Dominicaanse Republiek): Luk Alloo ontmoet met verborgen camera drie opgesloten Vlamingen[3]
- Gevangenis van Halden (Noorwegen): Jawad (drugssmokkel)[4]
- Gevangenissen van Saltvik en Ystad (Zweden): Walter en Nathalie (cocaïnesmokkel) zijn een getrouwd koppel die opgesloten zitten in twee verschillende Zweedse gevangenissen op duizend kilometer van elkaar[5]
- Montagne Posée vrouwengevangenis (Seychellen): Natasha (heroïnesmokkel)[6]
- Obrajes vrouwengevangenis in Bolivia: een overvolle gevangenis waar veroordeelde vrouwen samenleven met hun kinderen[7]
- Noorwegen: Luk Alloo trekt met ex-gedetineerde Patrick uit Alloo in de Gevangenis naar een open gevangenis in Noorwegen om er het meest menselijke gevangenissysteem ter wereld te bekijken[8]
- Gevangenis van Madison (Verenigde Staten): Rudy (dubbele moord)[9]

## Seizoen 2
Het tweede seizoen liep 8 afleveringen van 9 maart tot 27 april 2017. Naast Belgische gevangenen ontmoet Luk Alloo dit seizoen ook enkele landgenoten die iets proberen te doen aan de vaak erbarmelijke omstandigheden in buitenlandse gevangenissen.
- Gevangenis van Maceió (Brazilië): Roeland (seksdelict)[10]
- Gevangenis van Kananga (Congo): Luk Alloo ontmoet er pater Ivo, de aalmoezenier van de gevangenis[11]
- San Pedro gevangenis in La Paz (Bolivia): Johan zit in voorhechtenis op verdenking van drugshandel[12]
- Provinciale gevangenis van Bohol (Filipijnen): Prosper zit al twee jaar in voorhechtenis op verdenking van kindermisbruik en het bezit van kinderporno[13]
- Porto Velho (Brazilië): missionaris Filip is pastoraal werker in de Aruana-gevangenis waar men inzet op integratie en resocialisatie van de gevangenen[14]
- Gevangenis van Makala Kinshasa (Congo): Francis (pedofilie)[15]
- Gevangenis van Madison (Verenigde Staten): Luk Alloo keert terug naar Rudy uit het vorige seizoen, die voor het eerst in 26 jaar bezoek krijgt van zijn vader[16]
- Gevangenissen van Niamey en Kollo (Niger): zuster Riet staat gedetineerden bij in twee gevangenissen[17]

## Seizoen 3
Het derde seizoen, dat 6 afleveringen telt, ging van start op 25 januari 2024 en liep tot 29 februari 2024.
- Prey Sar gevangeniscomplex (Cambodja): Tanguy Taller (cocaïnesmokkel)[19]
- Centro de Cumplimiento Penitenciario de Talca (Chili): Guido Goossens is pastoraal werker in de mannengevangenis van Talca[20]
- Gevangenis van Santa Rosa (Argentinië): Johan Cools (drugsfeiten)[21]
- Vrouwengevangenis van São João del-Rei (Brazilië)
- APAC-gevangenis (Brazilië): Luk Alloo bezoekt Jan De Cock die een boek schrijft over de APAC-gevangenis en praat er met gedetineerden
- Luxemburg: Robby (doodslag)